# Sarran (Corrèze)
Pour les articles ayant des titres homophones, voir Saran, Sarrant et François Sarhan.
Pour les articles homonymes, voir Sarran.
Sarran (Serran en occitan) est une commune française située dans le département de la Corrèze en région Nouvelle-Aquitaine.
Ses habitants sont appelés les Sarranais(es).

## Géographie

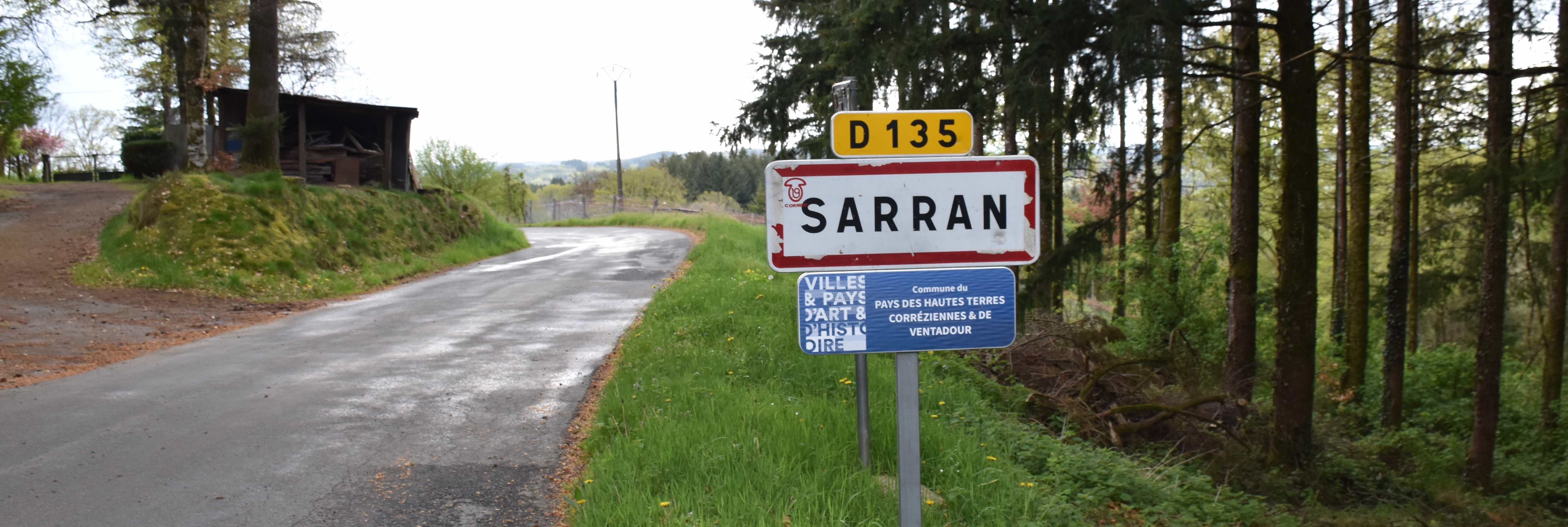
Une entrée de la commune.

La commune est située dans le Massif central et dans le Parc naturel régional de Millevaches en Limousin entre les villes d'Égletons et de Corrèze, au sud-est du massif des Monédières. Sarran comporte deux vallées principales celles de la Corrèze et de la Montane. Son point culminant est le Puy de Sarran à 819 m d'altitude.

### Communes limitrophes
Les communes limitrophes sont  Chaumeil, Corrèze, Meyrignac-l'Église, Rosiers-d'Égletons, Saint-Yrieix-le-Déjalat et Vitrac-sur-Montane.
| Chaumeil           | Saint-Yrieix-le-Déjalat |                    |
| Meyrignac-l'Église | Sarran (Corrèze)        | Rosiers-d'Égletons |
| Corrèze            | Vitrac-sur-Montane      |                    |

### Climat
Pour des articles plus généraux, voir Climat de la Nouvelle-Aquitaine et Climat de la Corrèze.
Historiquement, la commune est exposée à un climat montagnard.  
En 2020, Météo-France publie une typologie des climats de la France métropolitaine dans laquelle la commune est exposée à un climat de montagne et est dans la région climatique  Ouest et nord-ouest du Massif Central, caractérisée par une pluviométrie annuelle de 900 à 1 500 mm, maximale en automne et en hiver.
Pour la période 1971-2000, la température annuelle moyenne est de 9,9 °C, avec  une amplitude thermique annuelle de 14,7 °C. Le cumul annuel moyen de précipitations est de 1 390 mm, avec 14,2 jours de précipitations en janvier et 8,5 jours en juillet. Pour la période 1991-2020, la température moyenne annuelle observée sur la station météorologique la plus proche, située sur la commune d'Égletons à 8 km à vol d'oiseau, est de 10,6 °C et le cumul annuel moyen de précipitations est de 1 428,5 mm,. Pour l'avenir, les paramètres climatiques de la commune estimés pour 2050 selon différents scénarios d’émission de gaz à effet de serre sont consultables sur un site dédié publié par Météo-France en novembre 2022.

## Urbanisme

### Typologie
Au 1er janvier 2024, Sarran est catégorisée commune rurale à habitat très dispersé, selon la nouvelle grille communale de densité à 7 niveaux définie par l'Insee en 2022.
Elle est située hors unité urbaine. Par ailleurs la commune fait partie de l'aire d'attraction de Tulle, dont elle est une commune de la couronne,. Cette aire, qui regroupe 43 communes, est catégorisée dans les aires de moins de 50 000 habitants,.

### Occupation des sols
L'occupation des sols de la commune, telle qu'elle ressort de la base de données européenne d’occupation biophysique des sols Corine Land Cover (CLC), est marquée par l'importance des forêts et milieux semi-naturels (50,8 % en 2018), en diminution par rapport à 1990 (54,7 %). La répartition détaillée en 2018 est la suivante : 
forêts (49,6 %), prairies (40,8 %), zones agricoles hétérogènes (7,3 %), milieux à végétation arbustive et/ou herbacée (1,2 %), zones urbanisées (1,1 %).
L'évolution de l’occupation des sols de la commune et de ses infrastructures peut être observée sur les différentes représentations cartographiques du territoire : la carte de Cassini (XVIIIe siècle), la carte d'état-major (1820-1866) et les cartes ou photos aériennes de l'IGN pour la période actuelle (1950 à aujourd'hui).

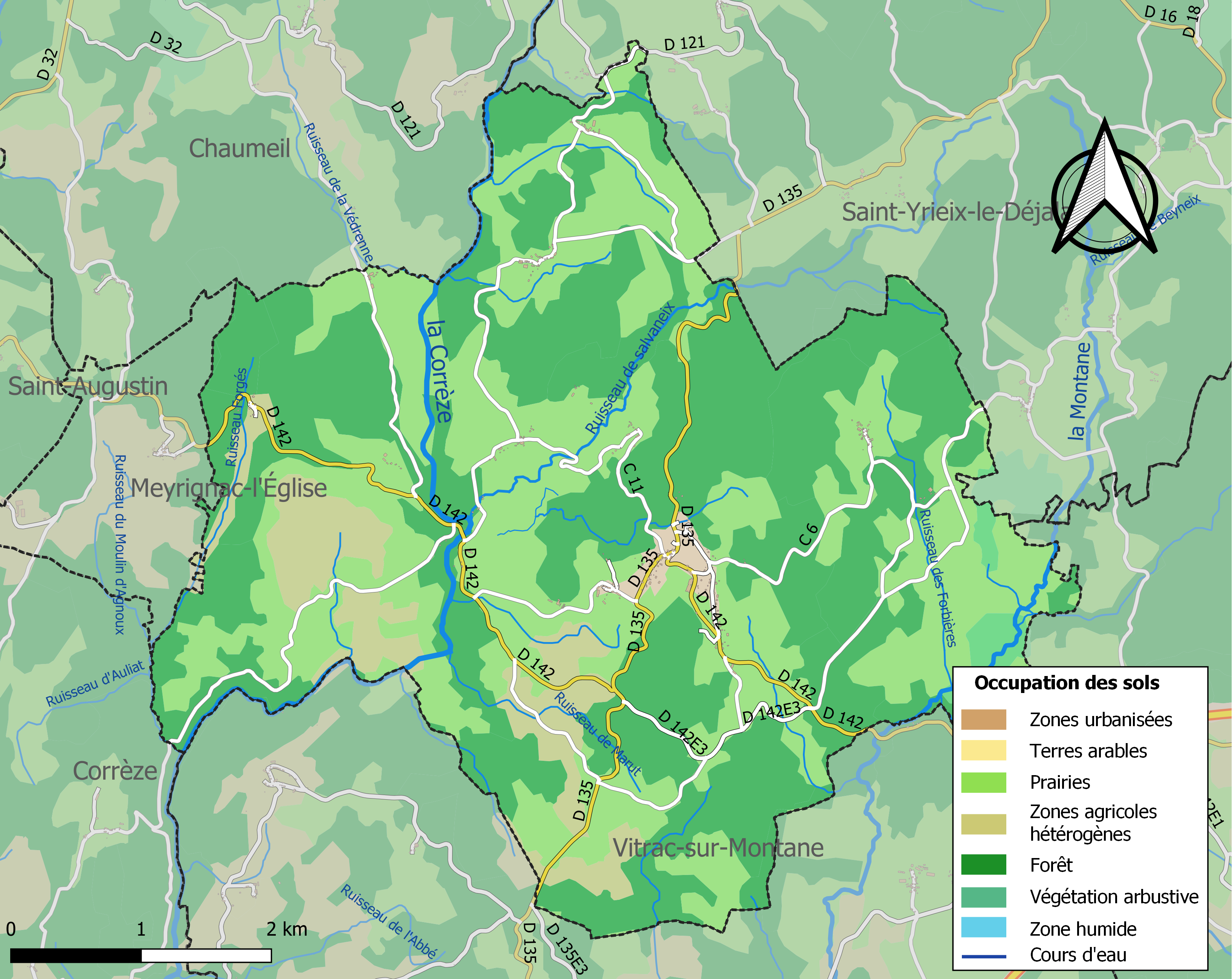
Carte des infrastructures et de l'occupation des sols de la commune en 2018 (CLC).

### Risques majeurs
Le territoire de la commune de Sarran est vulnérable à différents aléas naturels : météorologiques (tempête, orage, neige, grand froid, canicule ou sécheresse), feux de forêts, mouvements de terrains et séisme (sismicité très faible). Il est également exposé à un risque particulier : le risque de radon. Un site publié par le BRGM permet d'évaluer simplement et rapidement les risques d'un bien localisé soit par son adresse soit par le numéro de sa parcelle.

#### Risques naturels

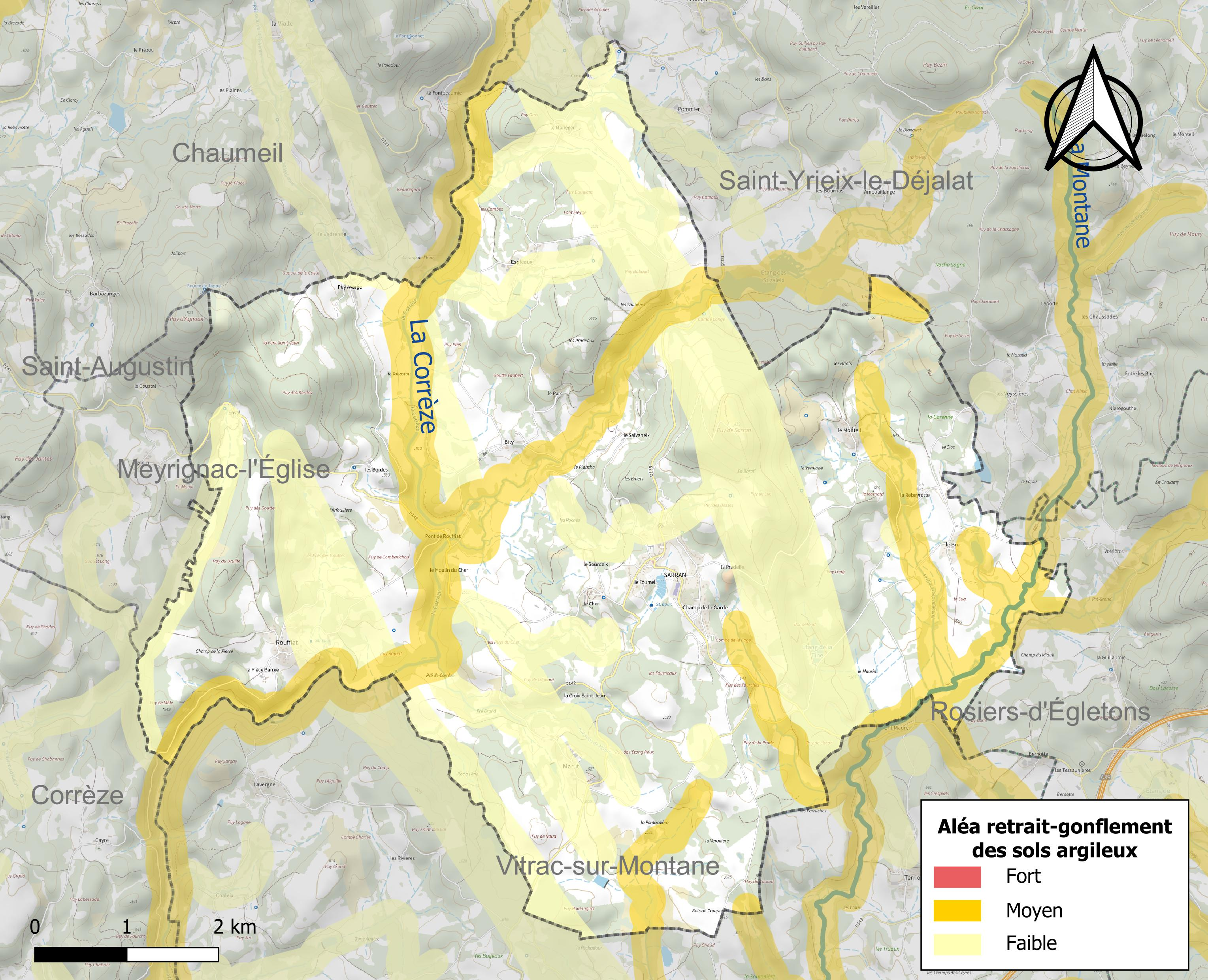
Carte des zones d'aléa retrait-gonflement des sols argileux de Sarran.

La commune est vulnérable au risque de mouvements de terrains constitué principalement du retrait-gonflement des sols argileux. Cet aléa est susceptible d'engendrer des dommages importants aux bâtiments en cas d’alternance de périodes de sécheresse et de pluie. 18,2 % de la superficie communale est en aléa moyen ou fort (26,8 % au niveau départemental et 48,5 % au niveau national). Sur les 191 bâtiments dénombrés sur la commune en 2019, dix sont en aléa moyen ou fort, soit 5 %, à comparer aux 36 % au niveau départemental et 54 % au niveau national. Une cartographie de l'exposition du territoire national au retrait gonflement des sols argileux est disponible sur le site du BRGM,.
Concernant les feux de forêt, aucun plan de prévention des risques incendie de forêt (PPRIF) n’a été établi en Corrèze, néanmoins le code de l’urbanisme impose la prise en compte des risques dans les documents d’urbanisme. Le périmètre des servitudes d'utilité publique et des zones d'obligation légale de débroussaillement pour les particuliers est quant à lui défini pour la commune dans une carte dédiée. 

#### Risque particulier
Dans plusieurs parties du territoire national, le radon, accumulé dans certains logements ou autres locaux, peut constituer une source significative d’exposition de la population aux rayonnements ionisants. Certaines communes du département sont concernées par le risque radon à un niveau plus ou moins élevé. Selon la classification de 2018, la commune de Sarran est classée en zone 3, à savoir zone à potentiel radon significatif. 

## Origine du nom
Le nom occitan de la commune est Serran.
On peut supposer qu'il s'agissait soit d'un chef de guerre, soit d'un grand propriétaire terrien ; soit d'un potentat local... en tout cas, quelqu'un d'assez puissant pour laisser son empreinte dans la toponymie locale.
Signalons que certains étymologistes ont vu dans Saran la racine pré-latine serra (= hauteur) voire  La Serre !
Édité en janvier 2003.
Écrit par Jean-Marie Cassagne et Mariola Korsak sous le titre : Origine des Noms et des Villes et Village Corrèze.

## Histoire
- Habitat gallo-romain.
- Les seigneurs de Sarran sont cités au XIe siècle.
- La seigneurie passe par alliance aux Gimel au XIVe siècle.

## Politique et administration
| Période   | Période  | Identité                                               | Étiquette | Qualité              |
| --------- | -------- | ------------------------------------------------------ | --------- | -------------------- |
| 1830      |          | Joseph Frédéric Léopold de Selve de Sarran (1805-1855) |           | Comte                |
| mars 1989 | 2020     | Michel Poincheval                                      | DVD       | Agriculteur retraité |
| mai 2020  | En cours | Agnès Audureau                                         |           |                      |

## Démographie
| 1793 | 1800 | 1806 | 1821 | 1831 | 1836 | 1841 | 1846 | 1851 |
| ---- | ---- | ---- | ---- | ---- | ---- | ---- | ---- | ---- |
| 630  | 608  | 544  | 664  | 752  | 754  | 777  | 875  | 890  |

| 1856 | 1861 | 1866 | 1872 | 1876 | 1881 | 1886 | 1891 | 1896 |
| ---- | ---- | ---- | ---- | ---- | ---- | ---- | ---- | ---- |
| 891  | 865  | 829  | 830  | 810  | 853  | 892  | 893  | 905  |

| 1901 | 1906 | 1911 | 1921 | 1926 | 1931 | 1936 | 1946 | 1954 |
| ---- | ---- | ---- | ---- | ---- | ---- | ---- | ---- | ---- |
| 901  | 855  | 805  | 677  | 591  | 536  | 502  | 456  | 431  |

| 1962 | 1968 | 1975 | 1982 | 1990 | 1999 | 2004 | 2006 | 2009 |
| ---- | ---- | ---- | ---- | ---- | ---- | ---- | ---- | ---- |
| 381  | 367  | 321  | 293  | 275  | 287  | 292  | 282  | 254  |

| 2014 | 2019 | 2022 | - | - | - | - | - | - |
| ---- | ---- | ---- | - | - | - | - | - | - |
| 271  | 275  | 274  | - | - | - | - | - | - |

## Lieux et monuments
- du XVe siècle abritant un retable classé (illuminations tous les samedis soir). L'édifice a été inscrit au titre des monuments historiques en 1988[25].

- Château de Bity, propriété de Jacques Chirac, ancien président de la République et de Bernadette Chirac, ancienne conseillère générale.
- Puy de Sarran : signalé par son triple calvaire, large point de vue sur le département de la Corrèze et les monts d'Auvergne.
- Musée du Président Jacques Chirac.

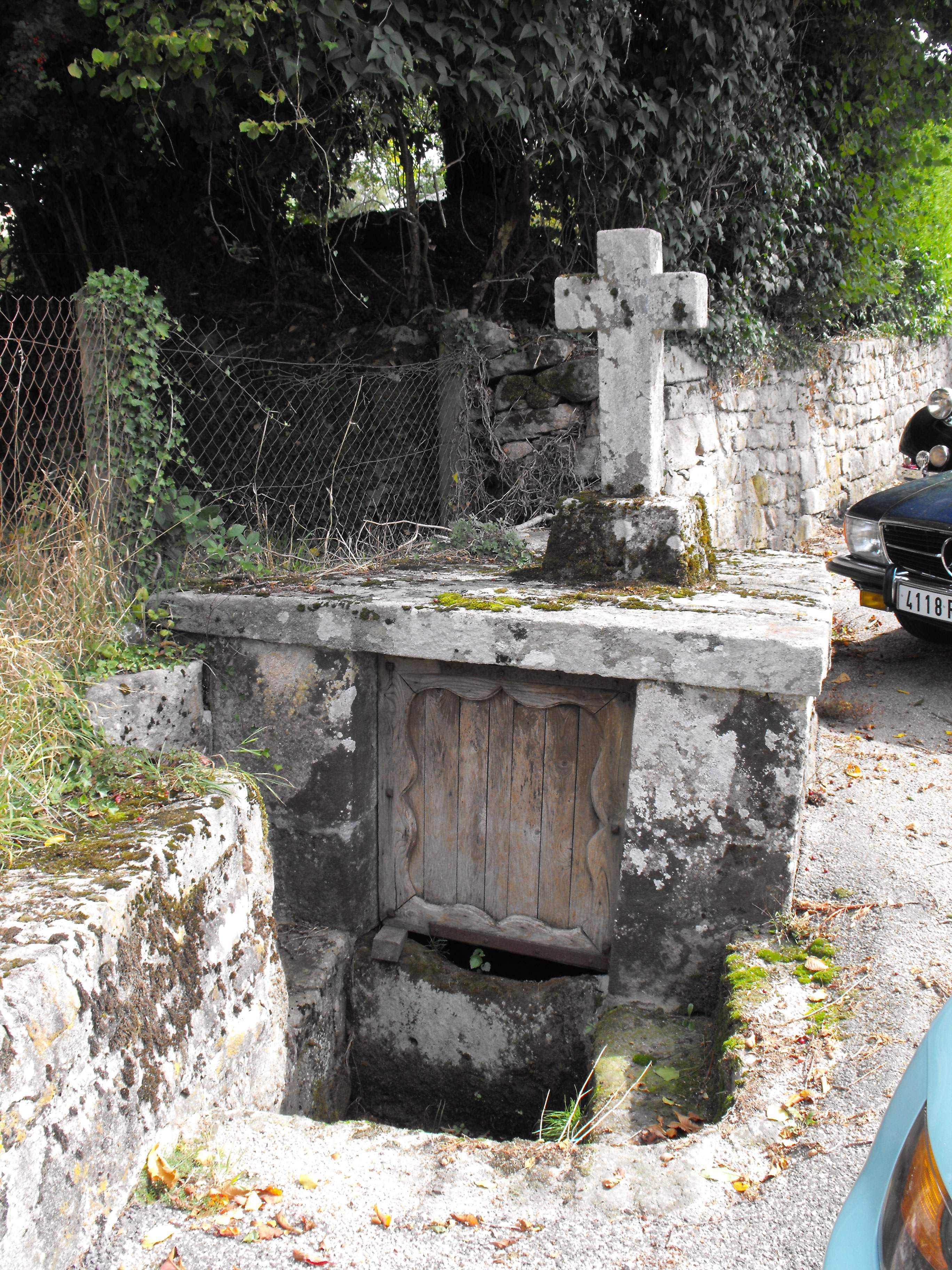
L'oratoire situé près du musée Président-Jacques-Chirac.
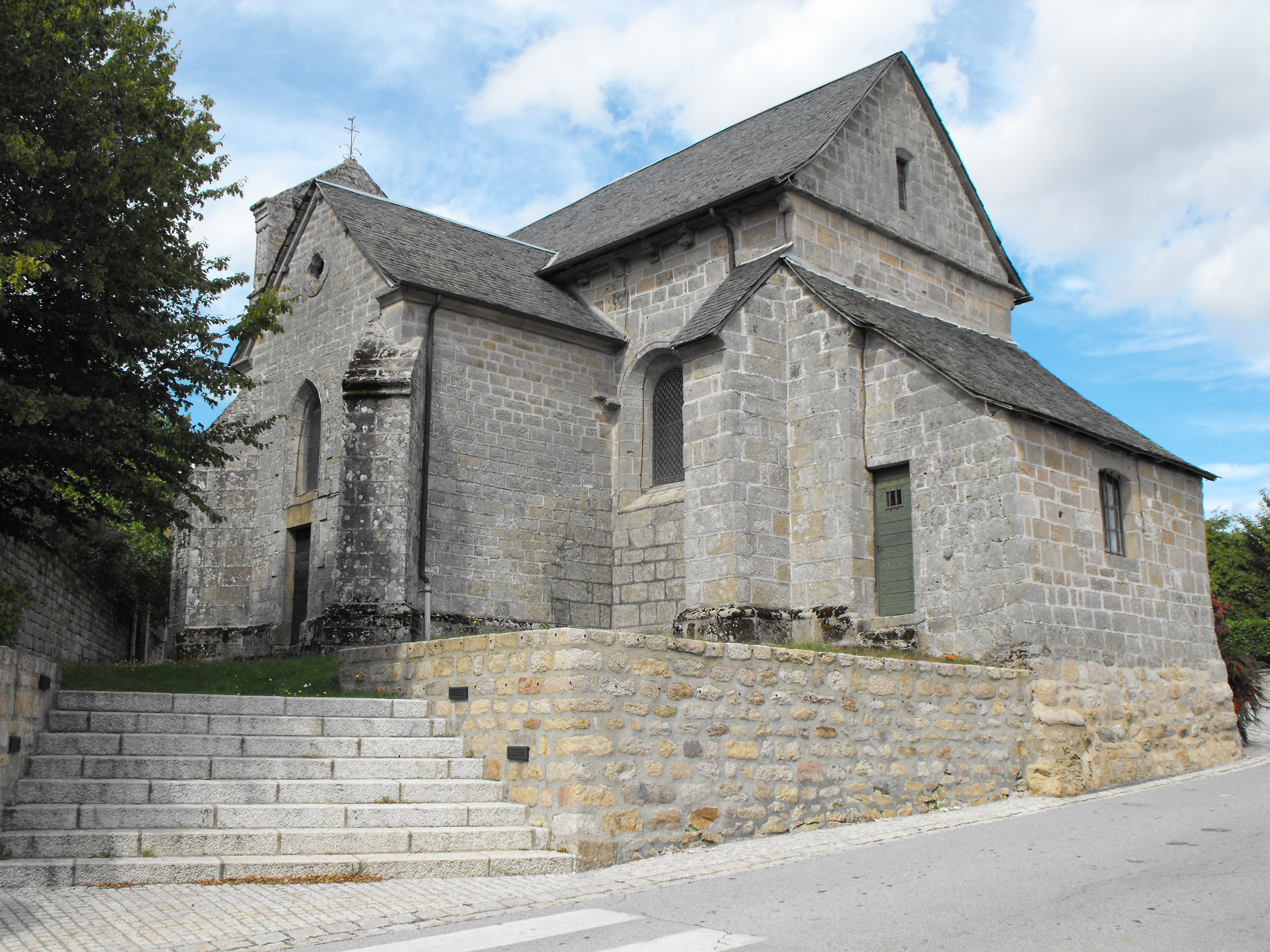
L'église Saint-Pierre-ès-Liens de Sarran.
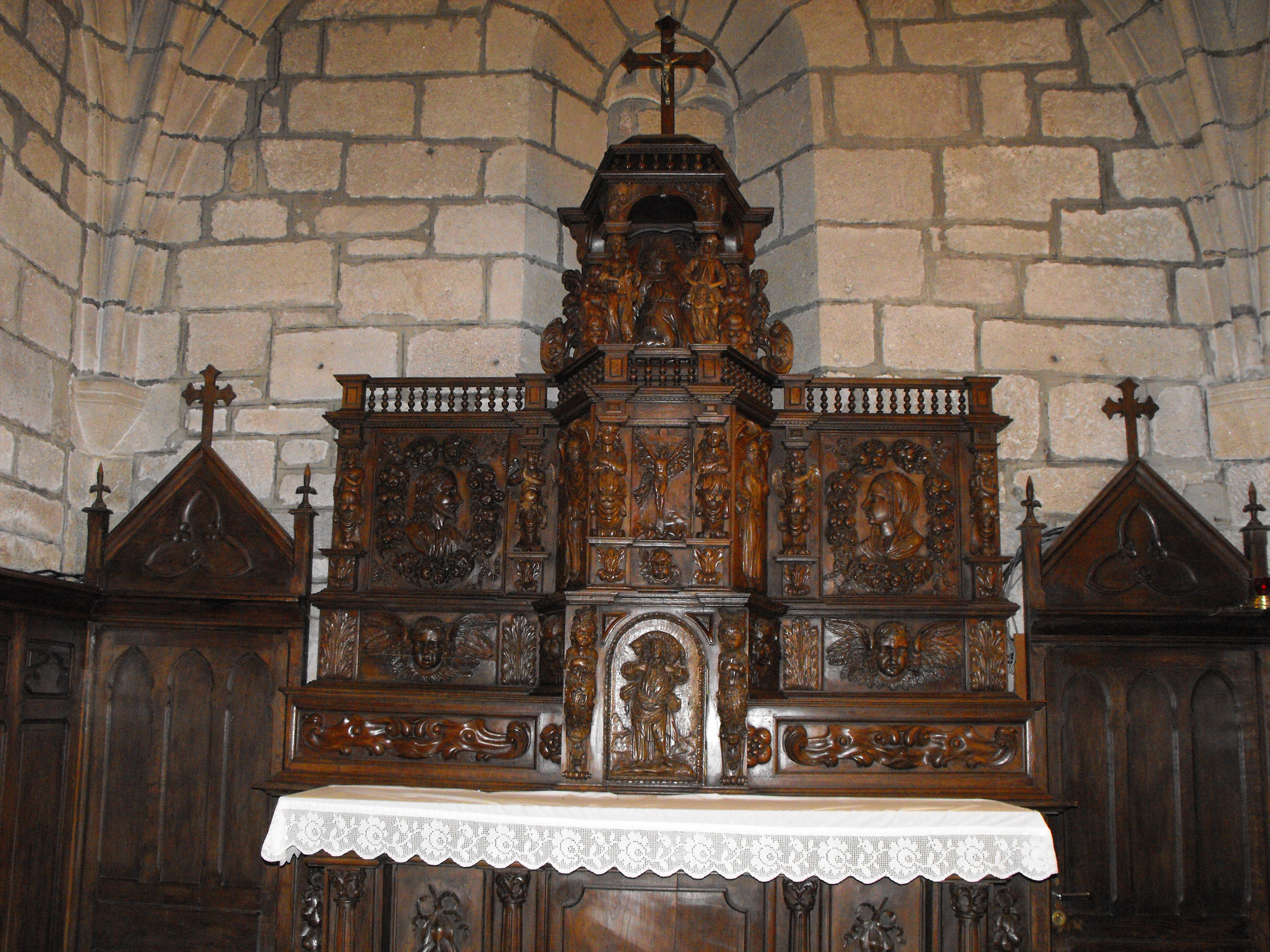
Le retable de l'église Saint-Pierre-ès-Liens.
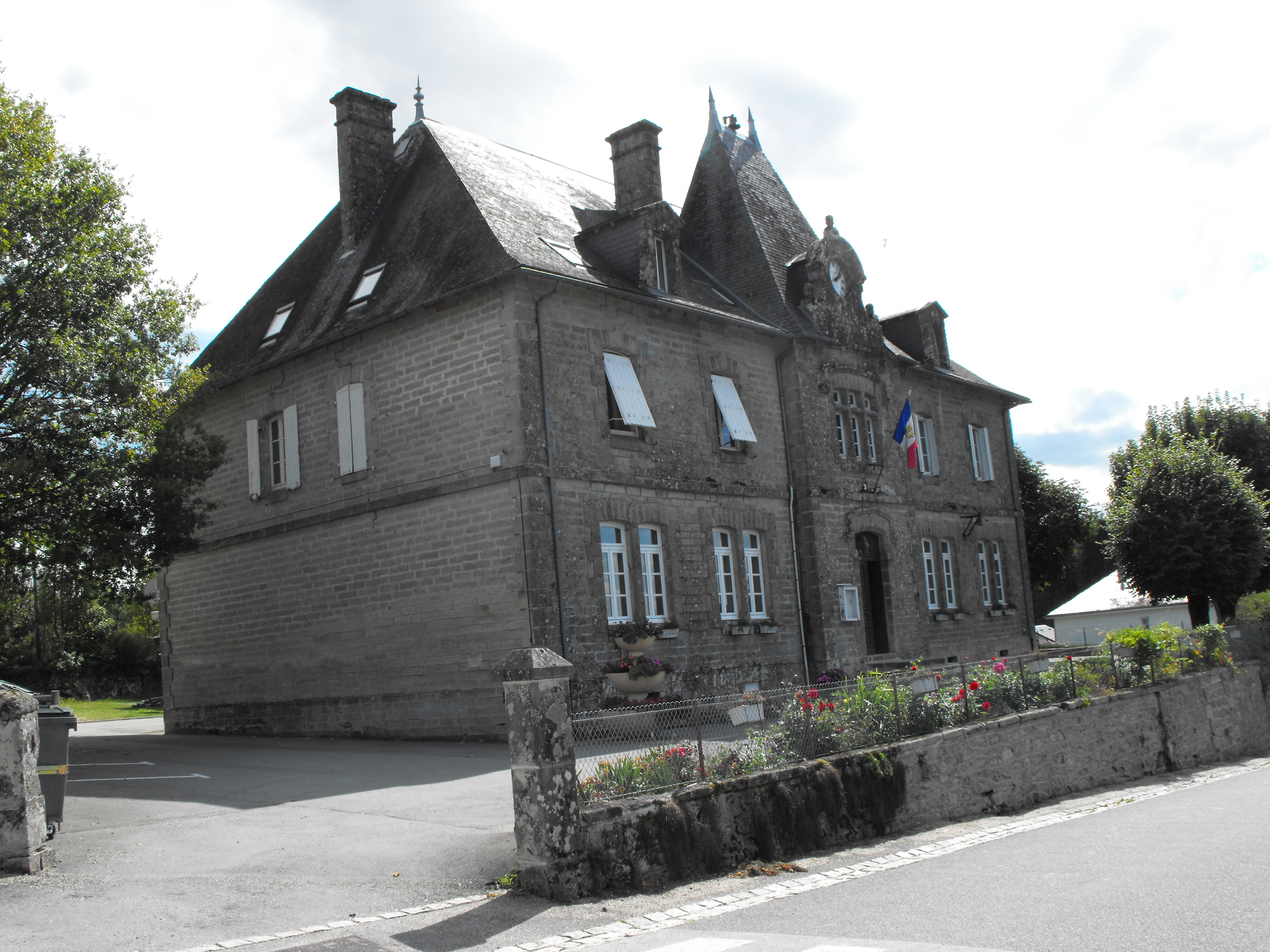
Le bâtiment de la mairie.

## Personnalités liées à la commune
- Bernadette Chirac : adjointe au maire et conseillère générale du canton de Corrèze.
- Le couple Chirac fait l'acquisition du château de Bity, le 3 mars 1969.
- Albert Mercier (1892-1976), professeur en région parisienne, chef de centre du maquis Agat à Neuvic dans la Résistance.

## Héraldique
| Blason de Sarran | Blason  | Écartelé : aux 1er et 4e de gueules à la bande d'or, aux 2e et 3e d'azur au lion d'or. |
| Blason de Sarran | Détails | Le statut officiel du blason reste à déterminer.                                       |